# Lippeniederung IV – Barbruch
Koordinaten: 51° 43′ 12″ N, 8° 34′ 38″ O

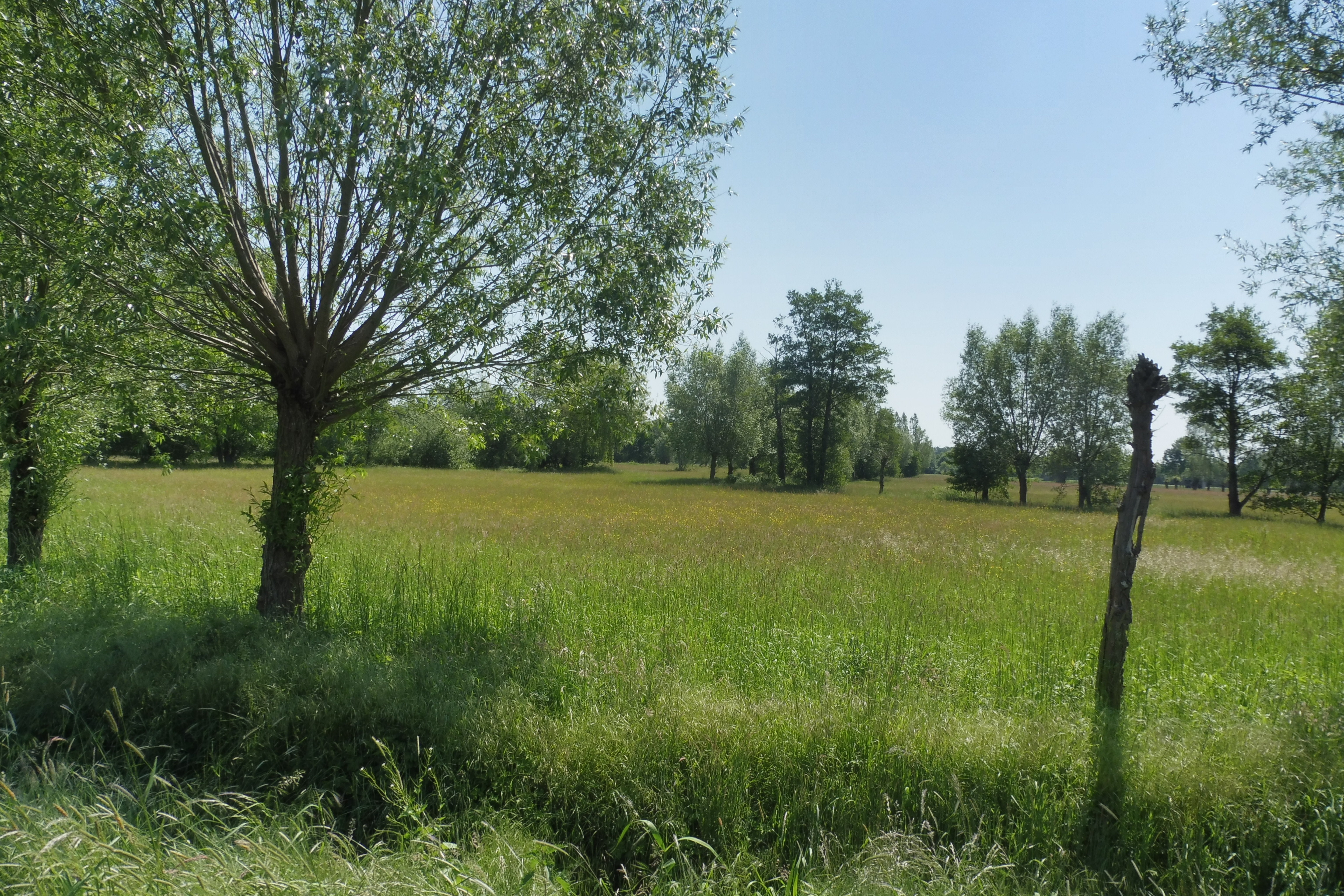
Naturschutzgebiet Lippeniederung IV – Barbruch (Mai 2018)

Das Naturschutzgebiet Lippeniederung IV – Barbruch liegt auf dem Gebiet der Städte Delbrück und Salzkotten im Kreis Paderborn in Nordrhein-Westfalen.
Das Gebiet erstreckt sich südöstlich von Ringboke, Teil des Delbrücker Stadtteils Boke. Am westlichen und südwestlichen Rand des Gebietes verläuft die Landesstraße L 751, nordwestlich fließt die Lippe und verläuft die L 815.

## Bedeutung
Das etwa 79 ha große Gebiet, das aus zwei Teilflächen besteht, wurde im Jahr 1992 unter der Schlüsselnummer PB-034 unter Naturschutz gestellt.